# 527 Euryanthe
527 Euryanthe
527 Euryanthe là một tiểu hành tinh ở vành đai chính. Nó được Max Wolf phát hiện ngày 20.3.1904 ở Heidelberg, và được đặt theo tên Euryanthe, nữ anh hùng trong vở opera cùng tên, của Carl Maria von Weber.